# Gare de Baisieux
La gare de Baisieux est une gare ferroviaire française de la ligne de Fives à Baisieux, située sur le territoire de la commune de Baisieux, dans le département du Nord en région Hauts-de-France.
Elle est mise en service en 1865 par la Compagnie des chemins de fer du Nord. C'est une gare de la Société nationale des chemins de fer français (SNCF), desservie par des trains TER Hauts-de-France.

## Situation ferroviaire
Établie à 31 mètres d'altitude, la gare de Baisieux est située au point kilométrique (PK) 12,5 de la ligne de Fives à Baisieux, entre les gares d'Ascq, en France, et de Froyennes, en Belgique.

## Histoire
La Compagnie des chemins de fer du Nord met en service la station de Baisieux lors de l'ouverture de la ligne internationale de Lille à Tournai le 1er décembre 1865. La station est établie à un kilomètre du village de Willems (3 000 habitants) et à proximité de Baisieux qui compte 4 734 habitants, la frontière avec la Belgique est à 2 km et la première station belge était Blandain puis, depuis la fermeture de celle-ci, Froyennes.

## Service des voyageurs

### Accueil
Gare SNCF, elle dispose d'un bâtiment voyageurs, avec guichet, ouvert du lundi au samedi et fermé les dimanches et jours fériés. Elle est équipée d'automates pour l'achat de titres de transport.

### Desserte
Baisieux est desservie par des trains TER Hauts-de-France qui effectuent des missions entre les gares de Lille-Flandres et les gares belges de Tournai ou de Namur.

### Intermodalité
Un parking pour les véhicules y est aménagé. La gare est desservie par les lignes 66, 72, 73 et 78 et par la ligne sur réservation 26R du réseau Ilévia.